# Derailed (2002)
Derailed (bra: Agente Biológico; prt: Terrorismo a Alta Velocidade) é um filme estadunidense de 2002, dirigido por Bob Misiorowski e estrelado por Jean-Claude Van Damme.

## Sinopse
O Agente Jack Kristoff (Van Damme) está a bordo de um trem desgovernado que transporta passageiros inocentes, três frascos com um vírus mortal (capaz de infectar milhões de inocentes) e um grupo de terroristas cruéis que planeja capturar o vírus e descarrilar o veículo.Para piorar a situação,Jack descobre que sua família está a bordo do trem.

## Elenco
- Jean-Claude Van Damme ............  Jacques Kristoff
- Tomas Arana .........................  Mason Cole
- Laura Harring .......................  Galina Konstantin
- Susan Gibney ........................  Madeline Kristoff
- Lucy Jenner ...........................  Natasha
- Jessica Bowman ......................  Bailey Kristoff
- Kristopher Van Varenberg ................  Ethan Kristoff
- John Bishop ..............................  Bob Sterling
- Binky van Bilderbeek ...................  Angus Riley
- Dayton Callie ...........................  Lars
- Simone Levin ........................  Catherine
- Sandra Vidal ........................  Cynthia
- Stefanos Miltsakakis ..............  Stavros
- Jimmy Jean-Louis .................  Henry
- George Stanchev ..................  William